# Brécé
Brécé (en bretó Brec'heg, en gal·ló Berczaé) és un municipi francès, situat a la regió de Bretanya, al departament d'Ille i Vilaine. L'any 2006 tenia 1.733 habitants. Limita al sud amb Noyal-sur-Vilaine, al nord amb Acigné i a l'est amb Servon-sur-Vilaine.

## Demografia
| 1962                                       | 1968 | 1975 | 1982 | 1990  | 1999  |
| ------------------------------------------ | ---- | ---- | ---- | ----- | ----- |
| 434                                        | 454  | 630  | 835  | 1.128 | 1.561 |
| Des de 1962: població sense dobles comptes |      |      |      |       |       |

## Administració
| Període | Identitat   | Partit |
| ------- | ----------- | ------ |
| 2001-   | Joël Bouvet |        |